# 纳兰邦烈
纳兰邦烈，女真族，纳兰氏，金朝将领。
泰和六年（1206年）五月，为安国军节度使，受命统领精骑三千驻守宿州。击败南宋将领田俊迈二万骑兵的进攻，战斗时中流矢。夜晚派遣骑兵二百出宋兵之后突袭，宋兵阵乱，再用兵追击，大破宋军，擒获田俊迈，以功受赏赐。十月，随平章政事仆散揆攻打宋朝，任先锋都统，奉命潜渡淮水的八叠滩，伏军南岸。配合诸军大败宋兵，夺取颍口，克安丰军，攻合肥、取滁州等地，回军。